# Équipe cycliste La William
La William est une ancienne équipe cycliste belge ayant existé de 1989 à 1993.
L'équipe fut dirigée par Paul De Baeremaecker durant les deux premières saisons, ensuite Rudy Pevenage le remplaça.
Elle était sponsorisée par le producteur de sauces pour friteries "La William".

## Principaux coureurs
- Eric De Clercq
- Wim Omloop
- Patrick Van Roosbroeck
- Michel Cornelisse

## Palmarès
- 1993
  - Tour du Limbourg (Patrick Van Roosbroeck)
  - 4e étape du Tour méditerranéen (Michel Cornelisse)